# Дадашев, Максим Каибханович
Максим Каибханович Дадашев (30 сентября 1990, Ленинград — 23 июля 2019, Шеверли, Мэриленд) — российский боксёр-профессионал, выступавший в первой полусредней весовой категории (до 63,5 кг). Серебряный призёр чемпионата мира 2008 года среди юношей, призёр чемпионатов России (2010, 2012, 2013 годы), участник Европейских игр 2015 года, мастер спорта России международного класса. Чемпион Северной Америки среди профессионалов по версии NABF (2018) в 1-м полусреднем весе.

## Биография
По национальности лезгин. Родился в Ленинграде, где и начал заниматься боксом. У своего первого тренера Олега Соколова занимался 12 лет. Окончил Балтийский государственный технический университет «Военмех» имени Д. Ф. Устинова.
В 2007 году Дадашев стал чемпионом России среди юниоров. В том же году после потери сознания попал в реанимацию, однако быстро восстановился и вернулся в спорт. В 2008 году стал чемпионом мира среди юношей.
В 2010 и 2012 годах становился бронзовым призёром чемпионатов России, а в 2013 году завоевал серебряную медаль чемпионата страны. На Европейских играх 2015 года в 1/8 финала в бою против Дина Уолша имел подавляющее преимущество, а в первом раунде даже отправил соперника в нокдаун. Но судьи раздельным решением присудили победу Уолшу. Судьи были впоследствии дисквалифицированы, но на результате поединка это не сказалось. После Европейских игр Дадашев принял решение перейти в профессиональный бокс.
Главной целью Дадашева стало получение грин-карты и переезд в США вместе с семьёй. В 2016 году он подписал контракт с промоутерской компанией «Top Rank». 2 апреля 2016 года Дадашев провёл свой первый бой на профессиональном ринге против Дарина Хэмптона (1-3, 1 нокаут) и выиграл этот бой нокаутом в первом раунде.
9 июня 2018 года состоялся 11-й бой Дадашева на профессиональном ринге. К тому моменту на его личном счету было 10 побед в 10 встречах, из которых он выиграл 9 нокаутом. Его соперником был колумбиец Дарлейс Перес — бывший чемпион мира среди профессионалов по версии WBA (33-3-2, 21 нокаут). На кону был вакантный титул чемпиона по версии NABF. Дадашев победил техническим нокаутом в 10-м раунде и завоевал чемпионский титул.
20 октября того же года в следующем бою Дадашеву, который защищал свой титул, противостоял мексиканец Антонио Демарко — бывший чемпион мира по версии WBC (33-6-1, 24 нокаута). 10-раундовый поединок окончился победой Дадашева единогласным решением судей и сохранением чемпионского титула за российским боксёром. 23 марта 2019 года Дадашев победил филиппинца Рики Сисмундо, что позволило Максиму стать третьим в рейтинге IBF и четвёртым в рейтинге WBC.

### Последний бой и последние дни
19 июля 2019 года Максим Дадашев вышел на ринг в отборочном поединке за звание обязательного претендента на титул чемпиона мира по версии IBF в 1-м полусреднем весе, против не имевшего на тот момент поражений пуэрто-риканского нокаутёра Сабриэля Матиаса (13-0, 13 нокаутов). В 11-м раунде бой был остановлен секундантом Дадашева, так как российский боксёр пропускал много чистых ударов и не контролировал ход боя. По дороге в раздевалку Дадашеву стало плохо, его экстренно госпитализировали с подозрением на отёк мозга. Позднее боксёру была проведена трепанация черепа. Его ввели в медикаментозную кому.
23 июля 2019 года боксёр скончался на 29-м году жизни от травм, полученных в ходе последнего боя. У него остались жена и сын. Федерация бокса России обязалась выплачивать семье пожизненную пенсию, покрыла расходы на перевозку тела и похороны. Также федерация совместно с Атлетической комиссией штата Мэриленд начала расследование причин гибели спортсмена.
Смерть Дадашева вызвала большой резонанс. Целый ряд известных спортсменов и тренеров (Константин Цзю, Николай Валуев, Александр Шлеменко, Денис Лебедев, Артур Бетербиев и другие) принесли соболезнования семье погибшего и высказали своё мнение о причинах его гибели. Сабриэль Матиас, соперник Дадашева в последнем бою, сказал об этом так:
Я был просто опустошён смертью Максима, никто не готов умирать в такой ситуации. Мы выходим на ринг для того, чтобы обеспечить наши семьи. Лети высоко, воин! Покойся с миром, Максим.
Максим Дадашев был похоронен 4 августа в мусульманском секторе городского кладбища Петергофа.
По мнению первого тренера Дадашева Олега Соколова, причиной трагедии могли стать проблемы со здоровьем и некачественное медицинское обследование перед боем. Чемпион Европы, мира и Олимпийских игр Егор Мехонцев считает, что команда Дадашева слишком поздно отреагировала на явные проблемы в состоянии боксёра.
23 августа 2019 года на заседании конгресса Евразийской федерации профессионального бокса в Челябинске Дадашев был посмертно награждён золотой медалью федерации. Медаль приняли менеджер боксёра Эгис Климас и тренер Бадди Макгирт.

## Спортивные результаты

### Любительская карьера
- Чемпионат мира по боксу среди юношей 2008 года — ;
- Чемпионат России по боксу 2010 года — ;
- Чемпионат России по боксу 2012 года — ;
- Чемпионат России по боксу 2013 года — ;

### Профессиональная карьера
| № Боя | Результат | Рекорд | Соперник                 | Способ               | Арена                     | Место проведения  | Дата                 | Примечание                                        |
| ----- | --------- | ------ | ------------------------ | -------------------- | ------------------------- | ----------------- | -------------------- | ------------------------------------------------- |
| 14    | Поражение | 13-1   | Сабриэль Матиас (13-0)   | Технический нокаут   | MGM National Harbor       | США, Оксон-Хилл   | 19 июля 2019 года    | Отборочный бой по версии IBF.                     |
| 13    | Победа    | 13-0   | Рики Сисмундо (35-12-3)  | Нокаут               | The Hangar                | США, Коста-Меса   | 23 марта 2019 года   |                                                   |
| 12    | Победа    | 12-0   | Антонио Демарко (33-6-1) | Единогласное решение | Park Theater              | США, Лас-Вегас    | 20 октября 2018 года | Защитил титул чемпиона по версии NABF.            |
| 11    | Победа    | 11-0   | Дарлейс Перес (33-3-2)   | Нокаут               | MGM Grand                 | США, Лас-Вегас    | 9 июня 2018 года     | Завоевал вакантный титул чемпиона по версии NABF. |
| 10    | Победа    | 10-0   | Абдиэль Рамирес          | Единогласное решение | StubHub Center            | США, Карсон       | 10 марта 2018 года   |                                                   |
| 9     | Победа    | 9-0    | Кларенс Бут              | Нокаут               | Save Mart Arena           | США, Фресно       | 11 ноября 2017 года  |                                                   |
| 8     | Победа    | 8-0    | Хосе Марруфо             | Нокаут               | Microsoft Theater         | США, Лос-Анджелес | 5 августа 2017 года  |                                                   |
| 7     | Победа    | 7-0    | Билал Махасин            | Нокаут               | StubHub Center            | США, Карсон       | 22 апреля 2017 года  |                                                   |
| 6     | Победа    | 6-0    | Жером Родригес           | Нокаут               | Sportsmans Lodge          | США, Студио-Сити  | 27 января 2017 года  |                                                   |
| 5     | Победа    | 5-0    | Эфрейн Крус              | Технический нокаут   | Cosmopolitan of Las Vegas | США, Лас-Вегас    | 26 ноября 2016 года  |                                                   |
| 4     | Победа    | 4-0    | Эдди Диас                | Единогласное решение | Sportsmans Lodge          | США, Студио-Сити  | 14 октября 2016 года |                                                   |
| 3     | Победа    | 3-0    | Джейсон Гэвино           | Технический нокаут   | Pioneer Event Center      | США, Ланкастер    | 16 июля 2016 года    |                                                   |
| 2     | Победа    | 2-0    | Рашед Богар              | Нокаут               | Sportsmans Lodge          | США, Студио-Сити  | 14 мая 2016 года     |                                                   |
| 1     | Победа    | 1-0    | Дарин Хэмптон            | Нокаут               | Oceanview Pavilion        | США, Порт Хаенем  | 2 апреля 2016 года   | Дебютный бой на профессиональном ринге.           |